# Travail au noir (film)
Pour l’article homonyme, voir Travail dissimulé en France.
Pour plus de détails, voir Fiche technique et Distribution.
Travail au noir (titre original : Moonlighting) est un film britannique réalisé par Jerzy Skolimowski, sorti en 1982.

## Synopsis
Un riche polonais envoie quatre compatriotes munis de visas touristiques pour retaper sa maison londonienne. Ce qui est une bonne affaire pour tout le monde. Cependant, les travaux s'avèrent plus compliqués que prévu, et poussent Nowak, le contremaître, à se comporter en véritable tyran avec ses ouvriers. Ils ignorent cependant comment il redouble d'ingéniosité afin de leur procurer nourriture et matériel malgré le petit pécule dont il dispose. Pendant ce temps, l'état de siège est décrété en Pologne. Nowak, qui apprend la nouvelle, décide de ne rien dire à ses camarades...

## Fiche technique
- Titre : Travail au noir
- Titre original : Moonlighting
- Réalisation : Jerzy Skolimowski
- Scénario : Jerzy Skolimowski
- Pays d'origine : Royaume-Uni
- Format : Couleurs - Mono - 35 mm
- Genre : Drame
- Durée : 97 minutes
- Date de sortie :
  -  France : 20 mai 1982 (Festival de Cannes)
  -  Royaume-Uni : juillet 1982
- Affiche : Michel Landi (France)

## Distribution
- Jeremy Irons (VF : Pierre Arditi) : Nowak
- Eugene Lipinski : Banaszak
- Jiří Stanislav : Wolski
- Eugeniusz Haczkiewicz : Kudaj
- Edward Arthur (VF : Bernard Murat) : l'agent de l'immigration
- Denis Holmes (VF : Jacques Lalande (acteur)) : le voisin
- Renu Setna (VF : William Sabatier) : le boutiquier du bric-à-brac
- David Calder (VF : Sady Rebbot) : le gérant du supermarché
- Judy Gridley (VF : Anne Kerylen) : la surveillante du supermarché
- Jill Johnson : la cliente du supermarché
- Mike Sarne (VF : Michel Bardinet) : le patron de la quincaillerie

## Récompenses et distinctions
- Prix du scénario au Festival de Cannes 1982

## Production
Durant le tournage, Jerzy Skolimowski raconte avoir eu des difficultés sur les horaires car le droit du travail est très strict en Angleterre. Alors que l'équipe venait de tourner une scène dans une cabine téléphonique, et qu'une deuxième était prévue, le premier assistant, représentant du syndicat, annonce la fin de la journée : il est 21h55 et le tournage ne peut se prolonger au-delà de 22h. Le réalisateur répond qu'il reste cinq minutes, mais l'assistant rétorque qu'il faut mouiller les cheveux de Jeremy Irons pour le nouveau plan (la pluie est censée avoir commencé à tomber). Le temps qu'il aille le faire à la loge maquillage, les cinq minutes seront passées. L'acteur s'agenouille alors sur le trottoir, se passe de l'eau sale du caniveau sur la tête et déclare « Je suis prêt. » Le plan est terminé deux minutes avant l'heure. Skolimowski déclare qu'en représailles il s'est tourné vers le premier assistant pour lui faire un doigt d'honneur.
Le film est tourné dans l'urgence, en réaction à l'actualité politique de la Pologne : en seulement quinze jours et dans la propre maison du réalisateur.